# Foot-Ball Club Internazionale-Naples
El Foot-Ball Club Internazionale-Naples, també conegut com a FBC Internaples, fou un club de futbol de la ciutat de Nàpols (Itàlia).

## Història
El club nasqué l'any 1922 de la fusió dels dos principals clubs de futbol de la ciutat, el Naples FC i l'Internazionale Napoli.
El club es va inscriure al campionat del sud de Primera Divisió. En la seva primera temporada, 1922-23, l'Internaples acabà segon al campionat de Campània, classificant-se per la final interregional del sud. El 1923-24 repetí actuació essent de nou segon a Campània i arribant a la ronda semifinal del sud. La temporada següent fou tercer a la Campània. La millor temporada del club fou la 1925-26 on, després de classificar-se primer a la Campània i primer a la ronda semifinal del sud, es classificà per la final de la zona sud on fou derrotat per l'Alba de Roma.
L'1 d'agost de 1926 l'assemblea de socis de l'Internaples decidí canviar el nom de la societat constituint l'Associazione Calcio Napoli. Giorgio Ascarelli esdevingué primer president del nou club. Això no obstant, el 1945 el club fou refundat de nou i participà en el campionat de Campània del mateix any. La vida del nou club, però, fou efímera i desaparegué en acabar el campionat.

## Cronologia
- 1922 - Fundació del FBC Internaples
- 1922-23 - 2n al grup de Campània, 4r a la semifinal del sud
- 1923-24 - 2n al grup de Campània, 3r a la semifinal del sud
- 1924-25 - 3r al grup de Campània
- 1925-26 - 1r al grup de Campània, 1r a la semifinal del sud, 2n a la final del sud
- 1945 - Campionat de Campània

## Palmarès
- Finalista al Campionat d'Itàlia Meridional: 1 1925-26